# Matt Kessel
Matthew "Matt" Kessel, född 23 juni 2000, är en amerikansk professionell ishockeyback som är kontrakterad till St. Louis Blues i National Hockey League (NHL) och spelar för Springfield Thunderbirds i American Hockey League (AHL).
Han har tidigare spelat för UMass Minutemen i National Collegiate Athletic Association (NCAA) och Fargo Force, Chicago Steel och Sioux Falls Stampede i United States Hockey League (USHL).
Kessel draftades av St. Louis Blues i femte rundan i 2020 års draft som 150:e spelare totalt.

## Statistik
| 2013–2014   | Little Caesars AAA Hockey Club U13 | HPHL        | 20  | 0  | 4  | 4  | 14 | —  | — | — | — | —  |
| 2014–2015   | Little Caesars AAA Hockey Club U14 | HPHL        | 17  | 3  | 4  | 7  | 8  | —  | — | — | — | —  |
| 2015–2016   | Little Caesars AAA Hockey Club U16 | HPHL        | 8   | 0  | 0  | 0  | 0  | —  | — | — | — | —  |
| 2016–2017   | Detroit Compuware U16              | HPHL        | 20  | 1  | 3  | 4  | 32 | —  | — | — | — | —  |
| 2017–2018   | Fargo Force                        | USHL        | 32  | 0  | 3  | 3  | 18 | —  | — | — | — | —  |
|             | Chicago Steel                      | USHL        | 20  | 0  | 0  | 0  | 4  | 3  | 0 | 0 | 0 | 2  |
| 2018–2019   | Sioux Falls Stampede               | USHL        | 62  | 2  | 17 | 19 | 38 | 12 | 1 | 3 | 4 | 14 |
| 2019–2020   | UMass Minutemen                    | NCAA        | 34  | 7  | 4  | 11 | 48 | —  | — | — | — | —  |
| 2020–2021   | UMass Minutemen                    | NCAA        | 29  | 10 | 13 | 23 | 16 | —  | — | — | — | —  |
| 2021–2022   | UMass Minutemen                    | NCAA        | 37  | 6  | 11 | 17 | 22 | —  | — | — | — | —  |
|             | Springfield Thunderbirds           | AHL         | 15  | 0  | 3  | 3  | 8  | 18 | 1 | 1 | 2 | 6  |
| 2022–2023   | St. Louis Blues                    | NHL         | 1   | 0  | 0  | 0  | 0  | —  | — | — | — | —  |
|             | Springfield Thunderbirds           | AHL         | 66  | 5  | 26 | 31 | 64 | —  | — | — | — | —  |
| NHL totalt  | NHL totalt                         | NHL totalt  | 1   | 0  | 0  | 0  | 0  | —  | — | — | — | —  |
| AHL totalt  | AHL totalt                         | AHL totalt  | 81  | 5  | 29 | 34 | 72 | 18 | 1 | 1 | 2 | 6  |
| NCAA totalt | NCAA totalt                        | NCAA totalt | 100 | 23 | 28 | 51 | 86 | —  | — | — | — | —  |
| USHL totalt | USHL totalt                        | USHL totalt | 114 | 2  | 20 | 22 | 60 | 15 | 1 | 3 | 4 | 16 |